# Nataliana lineata
Nataliana lineata är en insektsart som beskrevs av Frederick Arthur Godfrey Muir 1926. Nataliana lineata ingår i släktet Nataliana och familjen sporrstritar. Inga underarter finns listade i Catalogue of Life.